# Adelodrilus inopinatus
Adelodrilus inopinatus är en ringmaskart som beskrevs av Erséus och Davis 1984. Adelodrilus inopinatus ingår i släktet Adelodrilus och familjen glattmaskar. Inga underarter finns listade i Catalogue of Life.